# Стомма Здислав Францевич
Стомма Здислав Францевич (біл. Здзіслаў Францавіч Стома; 4 (17) серпня 1907 — 21 липня 1992) — білоруський радянський актор театру та кіно. Народний артист Білоруської РСР (1961). Народний артист СРСР (1968).

## Біографія
Народився 4 (17) серпня 1907 року в Мінську.
Навчався у драматичній студії при Польському театрі БРСР (Мінськ). Після закінчення студії у 1929 році працював у цьому ж театрі. 
Згодом працював у Мінському театрі юного глядача, у Польському театрі Української РСР (Київ).
З 1940 року — актор Білоруського театру імені Янки Купали. Зіграв понад 500 ролей.
У 1949 році дебютував у кіно.
Обирався депутатом Верховної Ради Білоруської РСР 7-го скликання.
Помер 21 липня 1992 року. Похований на Східному цвинтарі у Мінську.

## Нагороди і почесні звання
- Медаль «За доблесну працю у Великій Вітчизняній війні 1941—1945 рр.»
- Орден «Знак Пошани» (25.02.1955)
- Народний артист Білоруської РСР (1961)
- Лауреат Державної премії Білоруської РСР (1966)
- Орден Трудового Червоного Прапора (23.10.1967)
- Народний артист СРСР (1968)
- Орден Жовтневої Революції (23.03.1976)
- Орден Дружби народів (14.08.1987)
- Медалі

## Вибрані ролі у театрі
- Биковський («Павлинка» Я. Купали);
- Левон Чмих («Левониха на орбіті» А. Макайонка);
- Глушак Халімон («Люди на болоті» І. Мележа);
- Каравкін («Ворота безсмертя» К. Кропиви);
- Білогубов («Дохідне місце» О. Островського);
- Єпіходов («Вишневий сад» А. Чехова);
- Глап'є («Тисяча франків винагороди» за В. Гюго).

## Фільмографія
- 1949 — Костянтин Заслонов — Буравчик, зрадник
- 1955 — Зелені вогні — епізод
- 1956 — Миколка-паровоз — Степанов, інспектор школи
- 1958 — Червоне листя — Снитка, польський батрак
- 1958 — Годинник зупинився опівночі — Никонов
- 1960 — Перші випробування
- 1961 — Водив поїзди машиніст — епізод
- 1962 — Вулиця молодшого сина — Миронов, зрадник
- 1963 — Сорок хвилин до світанку — епізод
- 1967 — Запам'ятаємо цей день — епізод
- 1969 — Я, Франциск Скорина... — епізод
- 1970–1972 — Руїни стріляють… (4-5 серії) — начальник поліції
- 1973 — Хліб пахне порохом — есер
- 1975 — Факт біографії — епізод
- 1976 — Час — московський— епізод
- 1976—1978 — Час вибрав нас — Володя, сусід Стратега
- 1978 — Узбіччя — епізод
- 1979 — Біла тінь
- 1980 — Атланти і каріатиди
- 1983 — Чорний замок Ольшанський — пан Панольчик, продавець тютюнової лавки
- 1984 — Дерева на асфальті — Стрижевський, колишній директор хлібокомбінату
- 1985 — Подвиг Одеси — епізод
- 1986 — Постарайся лишитись живим — дядько